# 沖縄県警察運転免許センター
座標: 北緯26度09分23秒 東経127度39分23秒 / 北緯26.15639度 東経127.65639度

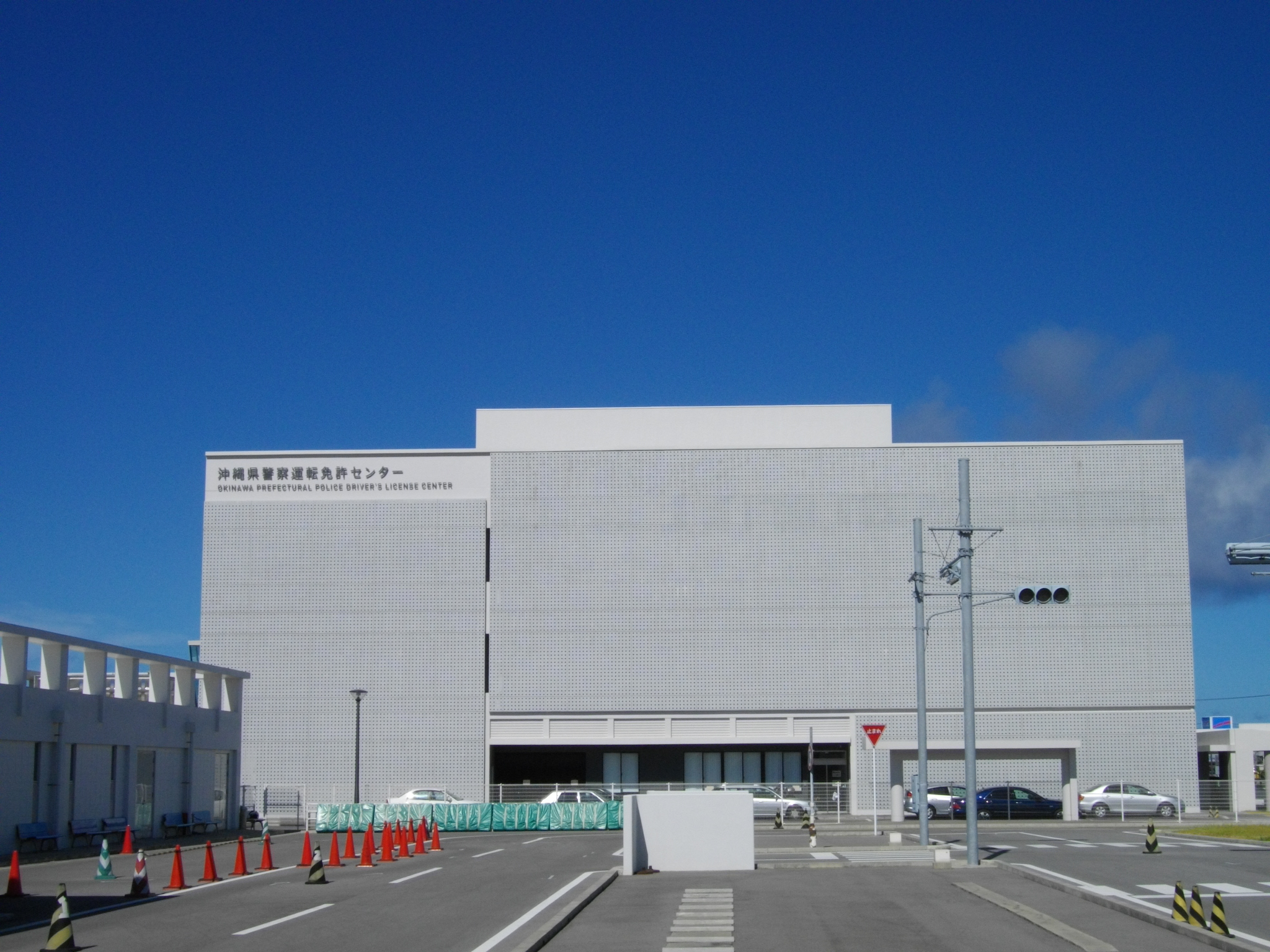
沖縄県警察運転免許センター

沖縄県警察運転免許センター（おきなわけんけいさつうんてんめんきょセンター）は、沖縄県警察所管の運転免許試験場。那覇市に所在していたが、2011年1月4日から豊見城市豊崎の現庁舎に移転、同時にそれまでの安全運転学校から改称した。運転免許試験・免許更新手続きの他、交通安全教育の場としても活用されている。県内4か所（沖縄市、名護市、宮古島市、石垣市）の出先機関はその後も安全運転学校○○分校と称していたが、後に運転免許センター○○支所と改称した。ただし、公式サイトでは旧称と現名称が混在している。

## 本所
- 〒901-0225　豊見城市字豊崎3番22
  - 約300台の駐車場を保有している。
  - 免許センターのない久米島では、毎月2回の学科試験を実施している。

## 支所
中部支所
〒904-0035　沖縄市南桃原4丁目27番22号
北部支所
〒905-0021　名護市東江5丁目20番5号
宮古支所
〒906-0013　宮古島市平良下里3107番地の4
八重山支所
〒907-0003　石垣市字平得343番地

## 旧本校の所在地

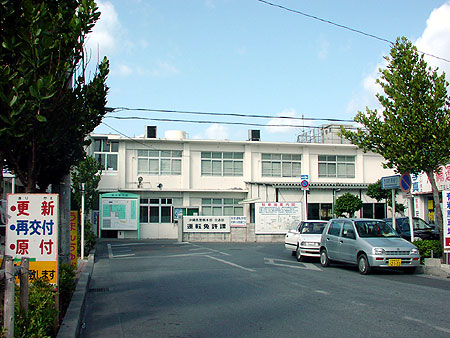
旧那覇本校

- 〒900-0036　那覇市西3丁目7番1号
  - 周囲に有料の民営駐車場がある。
  - 運転免許課と安全運転学校那覇本校の間の道の一部では、駐車禁止の標識に「二輪車を除く」の補助標識が加えられており、二輪車が駐輪可能となっていた。

## アクセス
- 国道331号豊見城道路沿いに位置する。
- バスを利用するなら、琉球バスの55番、56番、88番、98番線の路線バスに乗車し、バス停「道の駅豊崎」で降車。また、沖縄バスの27番、32番、39番、43番、87番線の路線バスに乗車し、バス停「運転免許センター前」で降車。

## 周辺施設
- 道の駅豊崎
- 沖縄アウトレットモール・あしびなー